# Alonso de Pinilla y Grájera
Alonso de Pinilla y Grájera (también llamado Alonso Fernández de Pinilla), militar español, gobernador de la plaza y presidio de Valdivia, Chile, (1690-1696).

## Biografía
Nació en Montijo, pueblo situado en la provincia de Badajoz, Extremadura, España, y fue hijo legítimo de Pedro de Pinilla y Grájera y de Isabel de Grájera y Moreno, vecinos hijosdalgo de ese lugar.
De su infancia y adolescencia nada se sabe, salvo que en 1669 se alistó como soldado en los reales ejércitos en su tierra natal. Sirvió en Cataluña y Milán, Italia, ocupando progresivamente los grados de alférez, capitán de infantería y de caballos y sargento mayor.
Sus notables méritos, unidos a su nobleza de sangre, motivaron que se le nombrara gobernador de la plaza y presidio de Valdivia, en Chile, por título expedido en Madrid, el 13 de septiembre de 1687, en reemplazo de Juan Francisco Terán y de la Puente, su antecesor en el cargo. Pinilla, al conocer la noticia de su designación, juzgó que la dignidad conferida era de tal importancia que necesitaba ir revestida convenientemente, y por esto solicitó que se le ascendiera al grado de maestre de campo general, así como se había procedido con los gobernadores provistos para Nicaragua, Costa Rica y Veracruz.
El Consejo de Guerra de su Majestad, reunido en Madrid, el 24 de abril de 1687, resolvió acceder a la petición, agregando una merced para vestir el hábito de la Orden de Santiago, cuyas pruebas de rigor fueron aprobadas el 22 de enero del año siguiente.
Después de haber pedido se le otorgara autorización para pasar a América a recibirse en su nuevo cargo, llegó al puerto de Corral en compañía de dos criados y trayendo armas, alhajas y demás signos de preeminencia, y tomó posesión de la gobernación de Valdivia el 7 de mayo de 1690.
Durante su gobierno, socorrió a su costa la guarnición de Valdivia (1695) y en dos ocasiones auxilió a los habitantes de la isla de Chiloé, por expresa petición de sus autoridades. En 1696, la Audiencia Real de Chile formuló en su contra cargos por un comiso sobre un cargamento consistente en maderas, trigo y harina.
Pinilla tuvo un romance oculto con una dama oriunda de Valdivia, Antonia López Matos y Velásquez, con la cual no pudo casarse debido a la prohibición existente en aquella época, de relacionarse los funcionarios peninsulares con mujeres residente en el lugar donde ellos se desempeñaran. En ella fue padre de Isabel de Pinilla, a quien reconoció por hija y le dio una dote para contraer matrimonio con el capitán José de la Cotera, comandante de la plaza de Valdivia en 1729.
- Datos: Q5644841